# Paolo Bregni
Paolo Bregni (Milano, 11 novembre 1937) è uno scenografo e costumista italiano.

## Biografia
Studia scultura con Cesare Poli, pittura con Gianfilippo Usellini e scenografia con Tito Varisco all'Accademia di belle arti di Brera, dove si diploma 1962.
Crea nel 1965 il primo allestimento lirico per La traviata al Gran Teatro La Fenice di Venezia; l'allestimento di opere da allora diventa la sua maggiore attività, realizzando spettacoli negli enti lirici di Trieste, Venezia, Torino, Firenze, Modena, Catania, Verona, Roma, Bologna, Milano, San Francisco, Tokio e tournée a Berlino Est, Mosca, Madrid, Il Cairo e in Brasile.
Nel 1968 inizia una collaborazione con il regista Lamberto Puggelli.
Insegna scenografia nell'anno scolastico 1968-1969 presso il Centro Sperimentale di Cinematografia di Cinecittà a Roma. 
Nel maggio del 1973, con Giorgio Strehler, realizza "La condanna di Lucullo" di Bertold Brecht al Teatro alla Scala di Milano e "Il Gioco dei potenti" di Shakespeare al Festival di Salisburgo, sempre con Strehler.
Nel 1977 conosce Renzo Vespignani col quale realizza la scena di "Fede speranza carità" di Ödön von Horváth.
L'artista gli insegna la tecnica dell'incisione e Bregni realizza nel 1978 la sua prima cartella di incisioni all'acquaforte per le scene del "Corregidor" di Ugo Wolf al Teatro Regio di Torino.
Nel 2000 realizza per il Teatro dell'Opera di Roma la scenografia di "Le jongler de Notre Dame" di Massenet per la quale gli è stato assegnato il Premio Luigi Samaritani 2001.
Sempre all'Opera di Roma ha progettato le scene per "La rondine" di Puccini.
Nel 2002 debutta al Rossini Opera Festival. 
Nel 2006 al Teatro Carlo Felice di Genova, con il suo amico Lamberto Puggelli, cura le scene per "La Favorita" di Gaetano Donizetti. 
Nella stagione lirica del 2009 al Teatro Regio di Parma va in scena "I Lombardi alla Prima Crociata". 
Tra le tante scenografie curate nell'arco della sua carriera artistica si ricordano anche "Attila" di Verdi per il Teatro alla Scal di Milano; "Il Tabarro" di Puccini per il Teatro Comunale di Firenze; "Barbablù" di Dursi per il Piccolo Teatro di Milano; "Pagliacci" di Leoncavallo per il Teatro La Fenice di Venezia; "L'anima buona di Sezuan" di Brecht per il Piccolo Teatro di Milano.